# Садибеков, Уласбек Садибекович
Уласбек Садибекович Садибеков (каз. Сәдібеков Ұласбек Сәдібекұлы; род. 12 февраля 1967) — казахстанский политический деятель, депутат мажилиса парламента Казахстана V и VIII созывов.

## Биография
Родился 12 февраля 1967 году в селе Джамбул Алгабасского района Чимкентской области Казахской ССР. 
В 1992 году окончил Целиноградский сельскохозяйственный институт по специальности «Инженер-электрик». В 2001 году завершил обучение на экономическом отделении университета "Кайнар". Кандидат экономических наук.

## Трудовая деятельность
В 1983 году устроился на работу рабочим Алгабасского райоткормобъединения. С 1985 по 1987 годы служил в рядах Советской Армии. С 1992 по 1993 годы работал в должности председателя Акмолинского городского комитета по делам молодежи. 
С 1993 по 1996 годы трудился на различных должностях в Алгабасской районной администрации. 
С 1996 по 1998 годы работал в должности исполнительного директора ТОО «Жетыген».
С 1998 по 2002 год - Заместитель акима района Байдибек. 
С 2002 по 2006 годы трудился в органах власти Южно-Казахстанской области. Являлся директором департамента внутренней политики Южно-Казахстанской области (с января 2005 по сентябрь 2006 годы). 
С сентября 2006 по октябрь 2007 года - Аким района Байдибек. 
С сентября 2007 по сентябрь 2009 годы - Аким Сарыагашского района Южно-Казахстанской области. 
С 2016 по 2019 годы - Заместитель акима Южно-Казахстанской и Туркестанской областей. 
С декабря 2019 по 27 марта 2023 года - Аким Сайрамского района Туркестанской области. 

## Депутатская деятельность
Депутат Мажилиса Парламента Республики Казахстан V созыва, работал в должности члена Комитета по аграрным вопросам Мажилиса Парламента Республики Казахстан с 18 января 2012 по 20 января 2016 годов. 
С 29 марта 2023 года — депутат Мажилиса Парламента Республики Казахстан VIII созыва. Избран по избирательному округу № 26 от партии «Аманат».

## Семья
Женат. Воспитывает пятерых детей. 

## Награды
- Орден «Курмет» (2008 год).
- Орден «Парасат» (2017 год).
- Почётная грамота Совета МПА СНГ (16 апреля 2015 года, Межпарламентская ассамблея СНГ) — за активное участие в деятельности Межпарламентской Ассамблеи и её органов, вклад в укрепление дружбы между народами государств — участников Содружества Независимых Государств[5].